# Uroplectes emiliae
Espèce
Synonymes
- Lychas emiliae Werner, 1916
- Uroplectoides emiliae (Werner, 1916)

Uroplectes emiliae est une espèce de scorpions de la famille des Buthidae.

## Distribution
Cette espèce est endémique du Kenya. Elle se rencontre vers Kijabe.

## Description
Le tronc du mâle holotype mesure 16 mm et la queue 29 mm.

## Systématique et taxinomie
Cette espèce a été décrite sous le protonyme Lychas emiliae par Werner en 1916. Elle est placée dans le genre Uroplectes par Vachon en 1984, dans le genre Uroplectoides par Lourenço en 1998 puis dans le genre Uroplectes par Kovařík, Lowe, Hoferek, Plíšková et Šťáhlavský en 2016.

## Étymologie
Cette espèce est nommée en l'honneur d'Emilie Messinger.

## Publication originale
- Werner, 1916 : « Über einige Skorpione und Gliederspinnen des Naturhistorischen Museums in Wiesbaden. » Jahrbücher des Nassauischen Vereins für Naturkunde, vol. 69, p. 79-97 (texte intégral).